# Плетнёв, Михаил Васильевич
Михаи́л Васи́льевич Плетнёв (род. 14 апреля 1957, Архангельск) — советский и российский пианист, композитор и дирижёр. Народный артист РСФСР (1989). Лауреат Государственной премии РСФСР (1982) и Государственных премий РФ   (1993, 1996, 2006).

## Биография
Родился 14 апреля 1957 года в Архангельске в музыкальной семье: отец Василий Павлович Плетнев был баянистом и педагогом, мать Ольга Дмитриевна Плетнева - пианистка-концертмейстер. После рождения Михаила семья переехала в Саратов, а затем в Казань.
С 7 лет он учился в музыкальной школе при Казанской консерватории у К. А. Шашкиной, затем в ЦМШ при МГК имени П. И. Чайковского у Евгения Михайловича Тимакина.
В 1973 году стал лауреатом Международного юношеского фортепианного конкурса в Париже.
С 1974 года по 1979 учился в Московской консерватории — в классе профессора Якова Флиера, затем в классе профессора Льва Власенко. В 1977 году Михаил стал обладателем первой премии Всесоюзного конкурса пианистов в Ленинграде.

После победы на VI Международном конкурсе имени П. И. Чайковского в 1978 году, в котором он принимал участие как ученик Якова Флиера, на тот момент уже покойного, началась интенсивная концертная деятельность пианиста. Михаил Плетнёв был принят солистом в Московскую государственную академическую филармонию (МГАФ). Он выступал по всему миру с сольными программами и вместе с известнейшими оркестрами Европы и Америки — Филармоническими оркестрами Берлина, Лондона, Израиля, Мюнхена, Чехии, играл под управлением выдающихся дирижёров современности — Клаудио Аббадо, Бернарда Хайтинка, Лорина Маазеля, Зубина Меты, Курта Зандерлинга, Неэме Ярви.

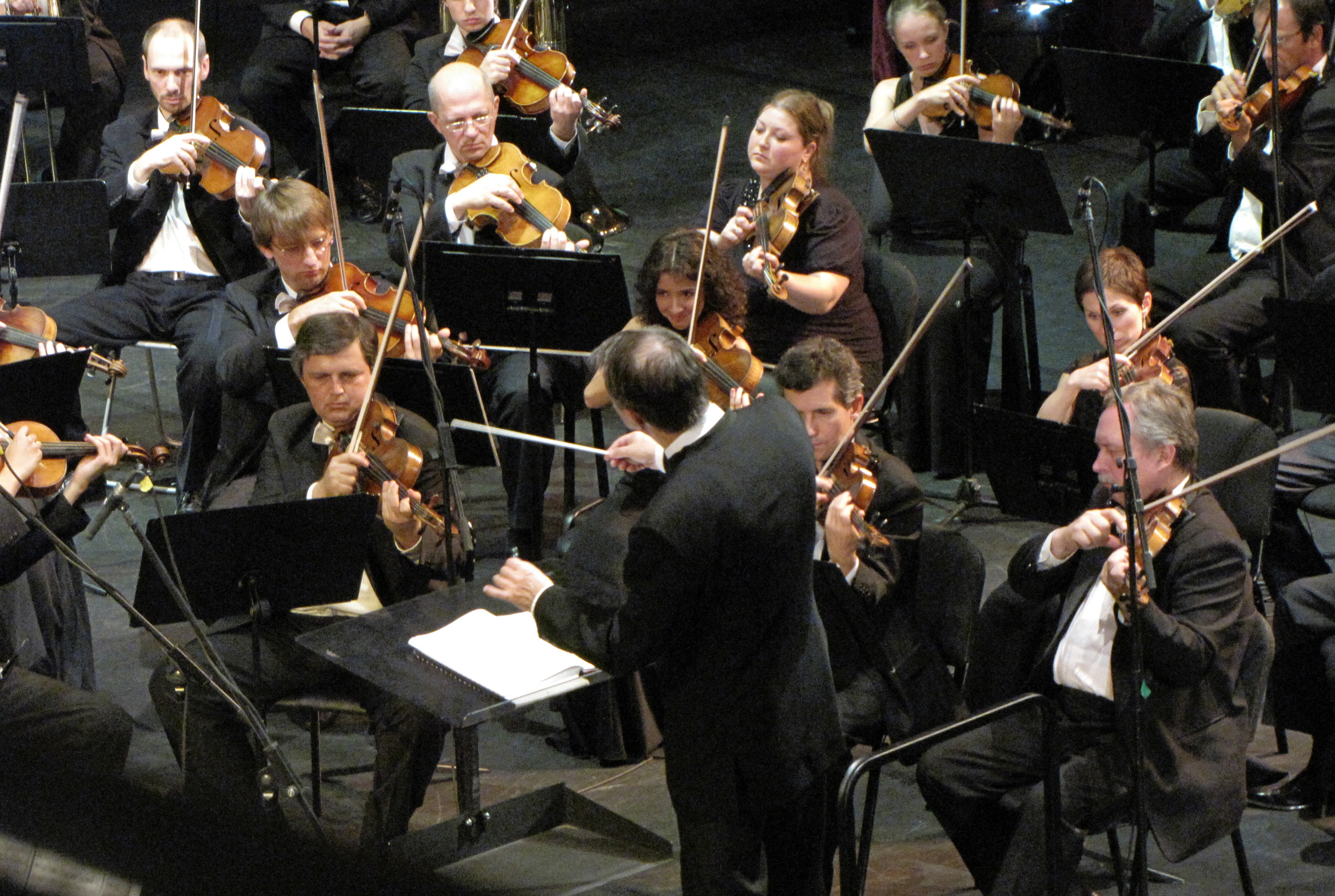
Плетнёв и Российский национальный оркестр

В 1980 году дебютировал как дирижёр.
В 1981 году окончил аспирантуру под руководством Л. Н. Власенко.
В 1990 году основал и возглавил Российский национальный оркестр. Выступает в качестве приглашённого дирижёра с ведущими музыкальными коллективами — Филармонические оркестры Лондона, Токио, Лос-Анджелеса и другими.
С 1996 года живёт в Швейцарии.
С 15 февраля 2006 года входил в состав Совета при Президенте Российской Федерации по культуре и искусству.
В том же году был создан Фонд поддержки национальной культуры Михаила Плетнева.
В 2007 году осуществил (в качестве дирижёра-постановщика) в Государственном академическом Большом театре России постановку оперы П. И. Чайковского «Пиковая дама». С этого же года участвовал в ежегодном международном фестивале «Crescendo».
В 2008—2010 гг. занимал должность главного приглашённого дирижёра в Оркестре итальянской Швейцарии.
В 2022 году в одном из редких интервью выступил против вооружённого вторжения России на Украину, заявив:
Кто начинает войны? Глупые политики. Ни одному нормальному человеку война не нравится. Но у политиков в руках пропаганда и манипуляции, и они используют это к своей выгоде, а не к нашей.
Согласно тому же интервью, российские власти назначили исполнительным директором созданного им оркестра неизвестного ему человека и фактически лишили Плетнёва возможности сотрудничества со своим коллективом; Плетнёв объявил о создании нового коллектива — «Рахманиновского международного оркестра» (англ. Rachmaninoff International Orchestra), в состав которого вошли 18 музыкантов из РНО.

## Творчество
Плетнёв считается одним из лучших в мире интерпретаторов музыки Чайковского.

## Репертуар и записи
В качестве пианиста записал сочинения Людвига ван Бетховена (все фортепианные концерты), Эдварда Грига, Ференца Листа, Феликса Мендельсона, Вольфганга Амадея Моцарта, Модеста Мусоргского, Сергея Рахманинова, Петра Чайковского, Фредерика Шопена.
Как дирижёр записал сочинения Людвига ван Бетховена (все симфонии), Сергея Рахманинова (все симфонии), Николая Римского-Корсакова, Сергея Танеева, Петра Чайковского (все симфонии), Дмитрия Шостаковича, Родиона Щедрина. Известность завоевали выполненные Плетнёвым фортепианные транскрипции фрагментов трёх балетов Чайковского.
В 2019 году «Фирма Мелодия» опубликовала рейтинг самых востребованных записей на физических носителях – дисках и виниловых пластинках. Первое место в мировом ТОП-10 занял архивный концерт Михаила Плетнёва в Большом зале консерватории в 1979 году, выпущенный на диске.

## Некоторые сочинения
- Фортепианный квинтет (1978)
- «Триптих» для симфонического оркестра (1979)
- Каприччио для фортепиано с оркестром (1985)
- «Классическая симфония» (1988)
- Концерт для альта с оркестром (1997)
- Вариации на тему Рахманинова (2000)
- Адажио для 5 контрабасов (2000)
- «Fantasia Helvetica» на швейцарские темы для двух фортепиано с оркестром (2006)
- Соната для виолончели и фортепиано (2006)
- «Джаз-сюита» для симфонического оркестра (2009)

Татарская рапсодия для баяна с симфоническим оркестром (2018)

## Премии, награды и звания
- В 1973 году, в возрасте шестнадцати лет удостоен Гран-при на Международном юношеском фортепианном конкурсе в Париже.
- 1977 год — первая премия на Всесоюзном конкурсе пианистов в Ленинграде.
- 1978 год — первая премия и Золотая медаль VI Международного конкурса имени П. И. Чайковского.
- 1978 год — премия Ленинского комсомола — за высокое исполнительское мастерство.
- 1979 год — заслуженный артист Удмуртской АССР.
- 1982 год — Государственная премия РСФСР имени М. И. Глинки — за концертные программы (1978—1981).
- 1989 год — народный артист РСФСР[1].
- 7 декабря 1993 года — Государственная премия Российской Федерации в области литературы и искусства 1993 года — за концертные программы Российского национального симфонического оркестра последних лет.[14]
- 27 мая 1996 года — Государственная премия Российской Федерации в области литературы и искусства 1995 года — за создание и исполнение на юбилейном музыкальном фестивале «Альфред Шнитке фестиваль» (1994 год, г. Москва) Третьей и Четвёртой симфоний, Концерта для альта с оркестром, Концерта № 2 для виолончели с оркестром, Кончерто гроссо № 5, трёх духовных хоров («Богородице Дево радуйся», «Иисусе Христе», «Отче наш»), кантаты «История доктора Иоганна Фауста».[15]
- 30 мая 1997 года — орден «За заслуги перед Отечеством» IV степени — за заслуги перед государством, большой вклад в укрепление дружбы и сотрудничества между народами, многолетнюю плодотворную деятельность в области культуры и искусства.[16]
- 30 января 2002 года — премия Президента Российской Федерации в области литературы и искусства 2001 года.[17]
- 2005 год — премия «Grammy» — за лучшее исполнение камерной музыки[2].
- 2005 год — независимая премия «Триумф»[1].
- 2005 год — Европейская культурная премия.
- 9 июня 2006 года — Государственная премия Российской Федерации в области литературы и искусства 2005 года — за выдающееся исполнительское мастерство и новаторство в области музыкального искусства, открывшие новую страницу в отечественной и мировой культуре.[18]
- 13 апреля 2007 года — орден «За заслуги перед Отечеством» III степени — за большой вклад в развитие отечественной музыкальной культуры и многолетнюю творческую деятельность.[19]
- 2013 год — Платоновская премия — за глубину и гармоничность интерпретации мирового музыкального наследия[20].
- 28 марта 2019 года — орден «За заслуги перед Отечеством» II степени — за большой вклад в развитие отечественной культуры и искусства, средств массовой информации, многолетнюю творческую деятельность.[21]

## Скандалы
В июле 2010 года Плетнёв был арестован в Таиланде, где он владел двумя домами, в связи с обвинениями в растлении малолетних. Полиция провела у Плетнёва обыск, изъяв материалы в связи с расследованием дела о педофилии, возбуждённого против гражданина Таиланда, который, по словам Плетнёва, арендовал у него один из домов и присматривал во время его отъездов за вторым, в котором жил сам музыкант. Пианист отрицал все обвинения. В связи с арестом были отменены выступления Плетнёва на Променадных концертах и Эдинбургском международном фестивале, где он был заменён Андреем Борейко. После внесения залога музыкант покинул Таиланд и вылетел в Россию. Уголовное дело против Плетнёва было прекращено в сентябре 2010 года в связи с тем, что следователи не передали дело в суд в течение требуемого срока (84 дня), внесённый Плетнёвым залог был ему возвращён.

## Фильмография
- 2005 — «Высокая музыка в сердце России» — документальный фильм о волжском туре оркестра, 2005 г., 39 мин., режиссёр Никита Тихонов
- 2007 — «Михаил Плетнёв» — документальный фильм в 2 частях, 2007 г. Фильм первый — 52 мин., фильм второй — 50 мин. Режиссёр Юрий Борисов